# Ateizm i religia
Ateizm i religia – stosunek do ateizmu wyrażany przez osoby identyfikujące się z religiami (nieteistycznymi, monoteistycznymi i politeistycznymi) bywa różny. Istnieją osoby, które można uznać za uduchowione lub religijne, uznające się za ateistów. Według innych jest to sprzeczność.

## Religie Abrahamowe

### Judaizm
Ogólnie rzecz biorąc, formuła żydowskich podstaw wiary wymaga wiary w Boga, co wyraża jedna z najważniejszych modlitw judaizmu, Szema Jisrael.
W wielu współczesnych żydowskich odłamów religijnych, rabini jako czynnik decydujący w sprawie uznania kogoś za wyznawcę judaizmu traktują zachowanie danego Żyda. Wśród tych odłamów uznaje się często możliwość praktykowania przez Żyda judaizmu jako wiary, będąc jednocześnie agnostykiem lub ateistą. Judaizm rekonstrukcjonistyczny nie wymaga wiary w bóstwo, a niektóre modlitewniki judaizmu reformowanego, takie jak „Bramy Modlitwy” zawierają rytuały nie powołujące się na Boga. Żydowscy ateiści, praktykujący judaizm humanistyczny, przyjmują żydowską kulturę i historię jako źródło swojej tożsamości, nie zaś wiarę w nadprzyrodzonego boga. Według jednego z przeprowadzonych badań, tylko 48% osób identyfikujących się jako Żydzi wierzy w Boga.
Rabin Awraham Kuk, pierwszy naczelny rabin społeczności żydowskiej w Palestynie, twierdził, że ateiści tak naprawdę nie zaprzeczają istnieniu Boga, lecz zaprzeczają jednemu z obrazów Boga, stworzonych przez człowieka. Ponieważ zaś każdy obraz Boga sporządzony przez człowieka można uznać za bałwochwalstwo, w opinii Kooka uznać można, że ateiści pomagają prawdziwej religii zniszczyć fałszywe obrazy Boga, tym samym pomagając idei prawdziwego monoteizmu.

### Chrześcijaństwo
Zanotowano duży odsetek ateistów wśród osób określających się jako chrześcijanie w Stanach Zjednoczonych. Przykładowo, 10% określających się jako protestanci i 21% określających się jako rzymscy katolicy okazało się być ateistami w ankiecie HarrisInteractive w roku 2003.
Chrześcijaństwo nie posiada jednolitego stosunku wobec ateizmu. Różni się on w zależności od denominacji, a chrześcijańscy kapłani mogą odróżniać twierdzenia o ateizmie od innych perspektyw, takich jak zwykła niewiara, przywiązanie do nauki, niezrozumienie natury wiary religijnej albo niechęć do zorganizowanej religii.
Teolog Thomas J.J. Altizer w pracy „The Gospel of Christian Atheism” (1967) przedstawił tezę, że Bóg w dosłowny sposób umarł lub uległ samozniszczeniu. Według Altizera jest to jednak „chrześcijańskie wyznanie wiary”. Zaznaczał przy tym różnicę między swoją opinią a koncepcją śmierci Boga Friedricha Nietzschego a także stanowiskiem teologicznych nie-realistów. Stwierdził: 
Uznając śmierć Boga mówimy o konkretnym, rzeczywistym zdarzeniu. Nie miało ono może miejsca w konkretnym momencie historii, ale nie licząc tego zastrzeżenia zdarzyło się ono zarówno w skali kosmosu, jak i historii.

#### Katolicyzm
Kościół katolicki na Soborze Watykańskim I odrzucił wszelkie postacie ateizmu, w szczególności również agnostycyzm, w oparciu o tezę, że ludzki umysł zdolny jest do poznania istnienia Boga. Krytykę ateizmu podjął m.in.: Pius XI w encyklikach Miserentissimus Redemptor, Quadragesimo anno, Caritate Christi, Dilectissima nobis, Divini Redemptoris. Stosunek Kościoła do ateizmu zmienił się w okresie Soboru Watykańskiego II. Papież Jan XXIII głosił możliwość dialogu wierzących z niewierzącymi (Mater et magistra) i nawoływał do życzliwości wobec ateistów, wynikającej z poszanowania przez chrześcijaństwo godności każdej osoby ludzkiej, pomimo konieczności odrzucenia jej poglądów. Także papież Paweł VI (Ecclesiam suam, Octogesima adveniens) poddał krytyce ateizm doktrynalny i protestował przeciw naruszaniu wolności religijnej przez „ateizm walczący”. Dostrzegał jednak u ateistów wspólne wartości i zachęcał do współpracy z nimi w życiu społecznym. 9 IV 1965 papież Paweł VI powołał do istnienia Sekretariat ds. Niewierzących, który zajmuje się badaniem ateizmu, przyczyn jego powstawania oraz nawiązywaniem dialogu z niewierzącymi. Naukę Soboru Watykańskiego II przypomniał Katechizm Kościoła Katolickiego, zwracając uwagę na fakt, że ateizm jest grzechem przeciw cnocie religijności i często wynika z błędnej koncepcji autonomii ludzkiej. Tradycyjna doktryna katolicka przyjmuje, że wiara jest niezbędna do zbawienia:
Tak wielkie ma znaczenie jedność ciała Kościoła, że tylko w tej jedności pozostającym pomagają do zbawienia sakramenty kościelne oraz im tylko wieczną nagrodę wysługują posty, jałmużny i inne uczynki pobożności oraz praktyki chrześcijańskiego życia. Nikt nie może być zbawiony, choćby jego jałmużny były wielkie i choćby przelał krew za Chrystusa, jeśli nie pozostanie w łonie Kościoła katolickiego i jedności z nim.
Liczne symbole wiary także wskazują na konieczność wiary do osiągnięcia zbawienia. Przykładem jest symbol atanazjański rozpoczynający się od słów:
Ktokolwiek chce być zbawiony, musi przede wszystkim wyznawać katolicką wiarę, której jeśliby kto nie zachował całej i nienaruszonej, bez wątpienia zginie na wieczność.
Katechizm Kościoła Katolickiego, choć określa ateizm jako grzech przeciwko pierwszemu przykazaniu, nazywając go „grzechem przeciw cnocie religijności”, zaznacza, że ateizm może wynikać z cnotliwych i moralnych pobudek. Nakazuje też wyznawcom rzymskiego katolicyzmu skupić się na własnej roli w zachęcaniu do ateizmu poprzez swoje zaniedbanie religii i moralności:
(2125) [...] Odpowiedzialność za to przewinienie może znacznie zmniejszyć intencja i okoliczności. „W powstawaniu i rozpowszechnianiu się ateizmu niemały udział mogą mieć wierzący, o ile skutkiem zaniedbań w wychowaniu religijnym albo fałszywego przedstawiania nauki wiary, albo też braków w ich własnym życiu religijnym, moralnym i społecznym, powiedzieć o nich trzeba, że raczej przesłaniają, aniżeli pokazują prawdziwe oblicze Boga i religii.”

### Islam
W islamie ateiści są określani jako „kafir” كافر), który to termin używany jest również wobec politeistów, i tłumaczy się w przybliżeniu jako „bezcześciciel” lub „ukrywający”. Słowo „kafir” ma konotacje z bluźnierstwem i oddzieleniem od społeczności islamskiej. A języku arabskim, „ateizm” tłumaczy się na ogół na „ilhad”, co może również oznaczać herezję.
Koran milczy na temat kar za apostazję, jednak wypowiada się o niej samej. Wielokrotnie wspomina o osobach, które odwracają się od wiary do niewiary, i radzi, jak obchodzić się z takimi „hipokrytami”.

Sura 9:73,74 
O Proroku! Walcz przeciwko niewiernym i przeciwko obłudnikom i bądź dla nich surowy! Ich miejscem schronienia będzie Gehenna. Jakże nieszczęsne to miejsce przybycia! Oni przysięgają na Boga, że nic nie powiedzieli, tymczasem powiedzieli słowo niewiary; i stali się niewiernymi, chociaż już byli całkowicie poddani. Oni starali się usilnie o to, czego nie mogli osiągnąć; i zemścili się tylko za to, że wzbogacił ich Bóg i Jego Posłaniec, z Jego łaski. I jeśli się nawrócą, to będzie lepiej dla nich; a jeśli się odwrócą, to ukarze ich Bóg karą bolesną na tym świecie i w życiu ostatecznym. Oni nie mają na ziemi ani przyjaciela, ani pomocnika.
- Koran, Sura 9, (At-Tauba), ayat 73-73
Hadisy wyjaśniają, jak postępować z apostatami: 
Opowiedział Abdullah: Posłaniec Allaha rzekł: „Krew muzułmanina, który wyznał, iż tylko Allahowi należy się cześć, a ja jestem Jego posłańcem, można przelać tylko w trzech przypadkach: jako kara za morderstwo, jako kara za seks pozamałżeński i jako kara dla kogoś, kto odchodzi od islamu i opuszcza społeczność muzułmańską, stając się apostatą.
- Sahih al-Bukhari, 9:83:17
Opowiedział Abu Qilaba: Umar bin Abdul Aziz siedział na swym tronie na dziedzińcu swego domu i rzekł: „W imię Allaha, Jego posłaniec nigdy nikogo nie zabił, poza trzema okolicznościami: 1) ktoś popełnił bezprawne zabójstwo 2) ktoś dopuścił się pozamałżeńskiego stosunku seksualnego 3) ktoś walczył przeciwko Allahowi i Jego posłańcowi, porzucił islam i stał się apostatą.
- Sahih al-Bukhari, 9:83:37
Opowiedział Ikrima: Przyprowadzono do Alego Zandików (Zandik oznacza kogoś, kto dodaje do islamu zasady, które wcześniej w nim nie istniały), on zaś kazał ich spalić. Wieści o tym dotarły do Ibn Abbasa, który rzekł, „Na jego miejscu nie spaliłbym ich, ponieważ zabronił tego Posłaniec Allaha, który rzekł: 'Nie wolno wam korzystać z kary Allaha, którą jest ogień. Zamiast tego zabiłbym ich zgodnie ze słowem Apostoła Allaha: 'Zabijcie każdego, kto porzucił wiarę w islam”.
- Sahih al-Bukhari, 9:84:57
Koran wspomina o ateizmie w tym wersecie: Termin używany na ogół wobec ateistów to „Dahriyyah”, wywodzące się od arabskiego słowa oznaczającego „czas”, jako że werest wspomina o ludziach, według których „śmierć i zgubę sprowadza na nas tylko upływ czasu”. 
[045:024] Oni powiedzieli: „To przecież tylko nasze życie na tym świecie: umieramy i żyjemy, i unicestwia nas tylko czas. „Nie mają oni o tym żadnej wiedzy i tylko snują przypuszczenia.
Inne związane z tematem wersety hadisów to Bukhari, tom 9, #58, 64, 271.
Muzułmanom nie wolno zmienić wyznania ani zostać ateistami. Ateiści w krajach społecznościach islamskich często ukrywają swoją niewiarę, podobnie jak ludzie o innych niepożądanych cechach, jak na przykład homoseksualizm.

## Hinduizm
Choć ateizm jest uznawany przez hinduizm, ścieżkę ateisty traktuje się jako bardzo trudną z duchowego punktu widzenia.
Pośród sześciu fundamentalnych astycznych szkół filozofii hinduskiej, Sankhja nie uznaje istnienia Boga. Wczesna Mimansa również odrzucała koncepcję Boga. W Sankhji nie istnieje pojęcie „istoty wyższej”, na której opiera się istnienie. Zamiast tego wyznaje dualistyczne rozumienie kosmosu, w którym współistnieją dwie równoległe rzeczywistości - duchowa Purusza i fizyczna Prakryti. Celem życia jest uzyskanie z Puruszy wyzwalającej samoświadomości. Nie ma tutaj Boga (którego lepiej byłoby określić jako „theos”), lecz istnieje Ostateczna Rzeczywistość w formie Puruszy.
Ćarwaka (także Charwaka) była materialistyczną i ateistyczną filozofią indyjską. Dziś znana jest głównie poprzez fragmenty cytowane przez jej astycznych i buddyjskich oponentów. Według tych źródeł, właściwy cel wyznawcy tej filozofii jest przeżycie dostatniego, szczęśliwego i produktywnego życia w tym świecie (por. epikureizm). Istnieją dowody, że szkoła ta przetrwała do roku 1578.

## Dźinizm
Wyznawcy dźinizmu wierzą, że wyzwolona dusza sama w sobie jest bogiem. Nie wierzą w boga-stwórcę, lecz uznają istnienie w kosmosie wielu bogów.

## Buddyzm
Buddyzm jest często określany jako nieteistyczny, ponieważ autorytety i kanoniczne tekstu buddyzmu nie uznają, a czasem zaprzeczają, poniższemu:
- Istnienie stworzenia, a więc również stwórcy.
- Autorytetu moralnego boga (dewy), bóstw lub innych istot boskich. Zamiast tego, wszechświatowi przypisana jest Dharma.
- Odpowiedzialności ludzi oraz innych istot przed bogiem lub bogami za swoje czyny.

Mimo to wszystkie kanoniczne teksty w buddyzmie wspominają lub uznają „istnienie” (w odróżnieniu od autorytetu moralnego) wielu istot duchowych, w tym bóstw wedyjskich. Z punktu widzenia zachodniego teizmu, niektóre koncepcje Gautamy Buddy, które znaleźć można w mahajańskiej szkole buddyzmu, np. koncepcja Amitabhy lub Adibuddy, wykazują cechy podobne do zachodniej koncepcji boga. Jednakże sam Gautama Budda zaprzeczał, jakoby miał być bogiem lub inną istotą boską.

## Religie chińskie
Niektóre formy konfucjanizmu i taoizmu nie uznają istnienia wyższych istot i nie są na nim oparte. Mimo to konfucjańskie teksty wielokrotnie wspominają o „Tian” (Niebie), co sugeruje transcendencję o osobowych konotacjach. Teksty neokonfucjańskie, takie jak zapiski Zhu Xi, nie określają w sposób ścisły, czy ich koncepcja Wielkiej Ostateczności przypomina uosobione bóstwo. Choć zachodni przekład Dao jako „boga” w niektórych wydaniach Daodejing jest bardzo mylący, teistyczne bądź nieteistyczne podteksty opisu Dao przez Laozi są kwestią sporną. Religijne formy taoizmu przyjmują wiarę w pewną liczbę istot kosmologicznych, które odpowiadają kosmicznym siłom we wszechświecie.

## Satanizm
Satanizm laveyański jest ateistyczny. Odrzuca wiarę w Boga i inne bóstwa, w tym, co dla wielu jest zaskakujące, Szatana. Wysoki Kapłan Kościoła Szatana, Peter H. Gilmore, powiedział w wywiadzie: „Satanizm zaczyna się od ateizmu. Patrzymy na wszechświat i mówimy: jest obojętny. Nie ma Boga, nie ma Diabła. Nikogo nie obchodzimy.” Potrzeba czci, rytuału i skupienia religijnego bądź duchowego kierowana jest do wewnątrz, na samego ateistę, nie zaś na zewnątrz, ku bóstwu. Odrzucane są koncepcje modlitwy, życia po śmierci lub boskich sił.

## Uniwersalizm uniteriański
Przeprowadzona w roku 2001 przez „Faith Communities Today” ankieta wykazała, iż 18% unitariańskich uniwersalistów uważa się za ateistów, zaś 54% uważa się za humanistów. Według tych samych badań, 16% z nich uważa się za buddystów, 13% za chrześcijan, a 13% za pogan.

## Status prawny ateizmu
Prawo religijne i świeckie pokrywały się przez większość zapisanej historii, od Kodeksu Hammurabiego, poprzez niepisane, anglosaskie Common law, aż po współczesne kodeksy prawne. Zasady religii państwowej zwykle były nakazywane przez prawo. Ten stan rzeczy utrzymuje się po dziś dzień w wielu jurysdykcjach, jak choćby tych, gdzie panuje prawo szariatu. Starożytne prawo babilońskie i rzymskie regulowało kwestie takie, jak traktowanie niewolników i żon.
Pomimo rozdziału państwa od kościoła w osiemnastowiecznej Francji i wczesnych Stanach Zjednoczonych, dopiero w drugiej połowie dwudziestego wieku, na skutek powojennego wyżu demograficznego i następującej po nim rewolucji seksualnej, niektóre obrazy religii zostały selektywnie usunięte z ograniczeń północnoamerykańskiego prawa. W większości krajów świata, wyrażanie swojego agnostycyzmu i ateizmu jest niemile widziane, a czasem surowo karane. (Patrz też: Religia i kara śmierci)
Najczęściej uznawane obrazy religii to herezja (zły wybór) bluźnierstwo (zła mowa) i apostazja (bunt lub odrzucenie) lub inne zachowanie, implikujące porzucenie określonych obowiązków religijnych - zwłaszcza nielojalność, zdrada i dezercja, ale także działalność okultystyczna, taka jak masoneria, magia, czarnoksięstwo i alchemia. Karane są też osobiste praktyki, takie jak homoseksualizm, antykoncepcja i oczywiście ateizm, który nawet w swojej lżejszej formie (agnostycyzmie) zaprzecza koncepcji „mądrości otrzymanej”, która wciąż figuruje jako prawda objawiona w wielu kodeksach, nieuznających wolności religijnej. Wyewoluowała ona dopiero w drugiej połowie dwudziestego wieku na skutek Powszechnej Deklaracji Praw Człowieka.

### Wielka Brytania
Najwyższy przedstawiciel prawa, Lord Kanclerz, jest określany jako „sumienie monarchy”. Historia Wielkiej Brytanii pełna jest sporów religijnych, począwszy od zarządzonej przez Henryka VIII Angielskiej Reformacji. Nastąpił później okres naprzemiennego ucisku religijnego i liberalizacji, aż w końcu, po restauracji Stuartów, prawo zaczęło pozwalać sędziom na bardziej indywidualne interpretacje (dlatego też angielskie prawo jest tak niejednoznaczne). W Wielkiej Brytanii jest wielu „religijnych ateistów”, jak choćby George Fox, John Wesley a zwłaszcza Jeremy Bentham, którego ciało jest wystawione na pokaz w University College London.

### Stany Zjednoczone
Stany Zjednoczone były związkiem byłych kolonii brytyjskich, w których konstytucji znalazło się wiele elementów angielskiego prawa i kultury. Ateizm jest w USA chroniony na podstawie pierwszej poprawki do Konstytucji, gwarantującej wolność słowa. W sierpniu 2005, gdy pewnemu więźniowi zabroniono stworzenia koła, w którym on i inni więźniowie mogliby uczyć się i dyskutować o ateizmie, sąd zadecydował, iż naruszało to jego prawa, zagwarantowane mu przez pierwszą poprawkę. Sąd apelacyjny uznał precedens ustanowiony przez poprzedni wyrok Sądu Najwyższego, który orzekł, iż ateizm musi być chroniony w równym stopniu, co religie.
Istnieją również kościoły założone przez ateistów w sieci, w celu uzyskania pewnych praw i możliwości wyświęcania ateistycznego duchowieństwa, a także w celach parodii, edukacji lub wsparcia.